# José Luis López Salido
José Luis López Salido (Ciudad Obregón, Sonora, 15 de septiembre de 1973) es un comentarista deportivo. Trabaja actualmente en Univisión Deportes y Televisa Deportes Network (TDN) donde se desempeña como narrador y conductor.

## Trayectoria
José Luis López Salido radicó después de su nacimiento en la ciudad de Guadalajara, donde comenzó su trayectoria en el diario Siglo 21, recibiendo la oportunidad de ser reportero de tenis. En 1999 comenzó su carrera como Narrador de fútbol en la estación de radio Canal 58, posteriormente adquirida por la Organización Editorial Mexicana (OEM). En 2006, Francisco Javier Gónzalez le propuso formar parte la estación Estadio W Guadalajara, la cual debutó en la frecuencia 1010 de AM local. En noviembre de 2008 se convirtió en director de contenidos de Estadio W nacional y posteriormente del canal deportivo de cable TDN. Donde fue cabeza de proyecto de ambas empresas en los juegos olímpicos de Beijing y la copa mundial de la FIFA en Sudáfrica 2010.

#### Univisión Deportes
En septiembre de 2013 emigra a Miami para integrarse al equipo de Univision Deportes, encabezado por Juan Carlos Rodríguez y Edgar Martínez. Desde entonces se ha convertido en uno de los conductores y narradores estelares de la empresa. Es el conductor del programa Locura Deportiva, además de ser narrador para partidos de Fútbol de la Liga MX, Liga de Campeones de la CONCACAF y la MLS.

## Participación en Medios

#### Medios escritos
- Periódico Siglo 21
- Periódico El Informador
- Diario Deportivo Record
- Revista especializada Tenis solo Tenis.·

#### Radio
- Canal 58, en Guadalajara, Jal.
- Estadio W (A nivel Nacional).

#### TV
- Canal 8, Telecable de Zapopan, Jal.
- Televisa Deportes

#### TDN
- Univisión Deportes